# Новеченто
«Новеченто» (італ. Novecento — «XX століття») — італійська мистецька група; художній рух в Італії в першій половині XX ст.;стиль образотворчого мистецтва, характерний для фашистської Італії; літературний рух в Італії другої половини 20-х .

Засновницею «Новеченто» була Маргеріта Сарфаті — письменниця, художній критик і коханка Беніто Муссоліні. Члени групи представляли різні напрямки, однак їх об'єднувало визнання провідної ролі модернізму в художній творчості. У той же час роботи цього напрямку повинні були розумітися як «повернення до порядку» і в значній мірі сюжетний матеріал для них брався з історії мистецтва Італії.
На відміну від «Мистецтва Третього Рейху» не досяг абсолютної монополії в мистецькому житті Італії. Але сприяв появі тоталітарного мистецтва за часів Муссоліні на зразок фашиської Німеччини та комуністичного СРСР.

## Передісторія
Пабло Пікассо прийшов до кубізму приблизно у 1907–1909 роках. Реакція на нову стилістику була різною як у художників, так і у публіки. Одні художники захопилися новими знахідками сміливої виразності і підтримали її навіть в консервативній Російській імперії (Попова Любов Сергіївна, Альтман Натан Ісайович), інші не сприймали навіть в радикальному крилі французьких митців. Вже 1918 р. засновники пуризму Ле Корбюзьє та А. Озанфан оприлюднили відомий маніфест «Після кубізму», чим оголосили про відхід від нього. Це не завадило Пікассо час від часу звертатися до стилістики кубізму навіть в роки праці з іншими своїми стилями.
Але заклик «повернення до порядку» (фр. rappel a l'orde, італ. ritorno all’ordine) вже почули. Особливо значимим цей заклик був для митців Італії, де були власні і впливові традиції реалізму та помітна втома від франко-іспанського авангардизму початку XX ст. За «повернення до порядку» в художньому просторі картини ще 1919 р. ратував італієць Джорджо де Кіріко, засновник «метафізичного живопису». Від наголошував на повернення в картини змістовної композиції, професійної техніки та майстерності. Свою думку про цю проблему виказав і італієць Джино Северіні у відомому тоді творі «Від кубізму до (нео)класицизму», бо він враховував у власних пропозиціях художнє надбання  Вітрувія, Леона Баттісти Альберті, П'єро делла Франческа, ніяк не порожні авторитети для італійців .

## Заснування у Мілані
Ідея «повернення до порядку» отримала власних прихильників і в Мілані. Натхнениками  нового художнього угруповання стала Маргеріта Сарфаті, журналістка та прихильниця сучасного їй мистецтва та галеріст Ліно Пезаро. Вони зібралися з сіма художниками та рішуче обговорили проблему. Художник Ансельмо Буччі запропонував назву «новеченто», що відсилало думку до значимих періодів мистецтва Італії на кшталт кватроченто, чінквеченто, сейченто. Зробити це повернення «до порядку» і намагалися фундатори нового творчого об'єднання. Найбільш радикально була налаштована Маргеріта Сарфаті, що закликала до авторитарності і співпраці з фашиським урядом, бо сама була на той період близькою до Беніто Муссоліні (вона працювала в його газеті «Нарід Італії»). Але група не виробила ні чіткої власної позиції, ні власного маніфесту, не мала і власного історіографа.
В нове угруповання міланських художників були рекрутовані доволі різні митці. Ансельмо Буччі працював у стилі символізму, Маруссіг борсався у німецьких та французьких впливах, спрощеннями в живопису, футуризмом та кубізмом захоплювався Джино Северіні. Все це розмаїття заклало у підмурки групи бомбу уповільненої дії. Цікаво, що самі художники не були налаштовані так радикально як Сарфаті, але співпраця з фашиським урядом розпочалася. Беніто Муссоліні закликав створити нове фашиське мистецтво таке ж значуще, як мистецтво італійського відродження (не менше) . На короткий період новеченто отримало урядову підтримку і було оголошено офіційним державним мистецтвом. 
Однак назріли суворі політичні зміни, бо 1926 р. відбувся четвертий замах на життя Муссоліні. Запрацювала жорстока цензура і так звані «надзвичайні закони», посилили нагляд за опозиціонерами, ввели в дію служби безпеки. Тиск на італійське мистецтво посилився і народилося тоталітане мистецтво Італії на кшталт нациської Німеччини та комуністичного СРСР з його соціалістичним реалізмом, «трудовим ентузіазмом» та міфічною єдністю «уряду і народу».
Художники новеченто взяли участь у Венеціанській бієннале 1923 року (але в окремому павільйоні), хоча група остаточно сформувалась у 1925 р. В перше десятиліття перебування у влади Муссоліні ще терпляче ставився до розмаїття стилів у мистецтві (відносно спокійно існують футуризм, експресіонізм, абстракціонізм), але тиск на митців і мистецтво став таким, що мистецтво пристібнули до ідеології фашизму і простого, зрозумілого народу мистецтва. Проблемою було те, що уряд Муссоліні та ідеологи італійського фашизму широко використовували культурно-історичне надбання і його образи у власній пропаганді. Нетямущі прийняли це, незважаючи на самодостатність культурно-історичного надбання Італії, що проіснувало декілька сторіч як до Муссолілі, так і після нього. Важкими проблемами були небажання митців емігрувати з країни та необхідність існування в ній, яким би не був політичний режим. Треба було годувати сім'ї, виховувати дітей, ховати померлих батьків. Частка митців пішла у «внутрішню еміграцію», частка вимушено пристосовувалась до урядових вимог, частка — активно співпрацювала в урядових проектах. Митці створили низку монументальних стінописів, мозаїк, вітражів, скульптур, котрими були прикрашені сотні суспільних споруд, їх активно будували у 1930-і рр., що зменшувало безробіття та створювало нові робочі місця.
Фашиський уряд запровадив низку премій для діячів мистецтва. Первісна і нечислена група новеченто перестала влаштовувати Муссолілі, котрий прагнув мати широку підтримку митців, тому почав боротися з монополізмом групи новеченто і почав працювати на заохочення митців, лояльних до його уряду і фашиської ідеології. Від митців почали вимагати творів з ентузіазмом, з трудовими успіхами, з рекордами спортсменів і спортивими змаганнями, з єдністю фашиського уряду і народу (програмний твір цього напрямку «Народ слухає промову Муссоліні з радіоприймача».)

## Реформоване новеченто
Первісний склад новеченто не вірізнявся життєздатністю. 1926 року угруповання розпалося. Товариство вирішили врятувати закликом до майстрів, що вже вибороли популярність і славу. До нього прийшли настільки різні особистості, що товариство отримало назву «Новеченто італьяно». Серед прибулих — Джорджо де Кіріко, його брат Альбето Савініо (1891-1952), Массімо Кампільї (1895-1971), Енріко Прампомені (1894-1956) та ін. Стилітика групи почала розмиватися, а хаос в художній практиці, і без того помітний, збільшився. В Італії панували доволі крайні форми індивідуалізму і формалізму. 
Але тривалістю не відрізнялося і «Новеченто італьяно», воно остаточно розпалося 1943 року. Більшість майстрів новеченто пережила і роки існування руху, і роки війни, і змінило власні уподобання та стилістику.

## Новеченто в літературі
Одночасно з новечнто в італійському живопису подібний рух мав місце і в їх літературі. Італійські літератори скупчились навколо журналу «Новеченто», котрий видавав письменник Массімо Бонтемпеллі (1878-1960).

## Новеченто в італійській архітектурі
Теоретично новеченто було орієнтоване на ретроспективізм, хоча й не ігнорувало знахідки модернізму. Найбільш повно він відбився в архітектурній практиці. Уряд Муссоліні започаткував програму будівництва нових суспільно значимих споруд з метою возвеличення фашизму як ідеології, з метою виховання в цій ідеології італійської молоді і намаганням возвеличити початковий період нової італійської імперії, котру так прагнув створити Муссоліні. Грандіозним архітектурним комплексом в цьому проекті стало створення Форуму Муссоліні в Римі в період 1928-1938 рр. Велетенський комплекс був створений на пласкій ділянці біля пагорба Монте Маріо та річки Тибр (архітектори Энріко дель Дебіо та Луїджі Моретті). Головні споруди комплексу були на єдиній вісі як в палацово-паркових комплексах. До них виводив новий міст через Тибр, вісь проходила крізь Площу Імперії, велетенський Мармуровий стадіон і Обеліск Муссоліні. Шлях був прикрашений мозаїками з написами DVCE A NOI (Наш дуче), MOLTI NEMICI MOLTO ONORE («Багато ворогів, вдосталь чести»), DVCE LA NOSTRA GIOVINEZZA A VOI DEDICHIAMO («Дуче, нашу юність Вам присвячуємо»). Всі написи збережені і їх можна бачити на початку 21 ст. Зміні відбулися лише в перейменуваннях у повоєнний період.
Серед архітектурних споруд цього періоду також Римський університет, Палаццо делле Терме, Понте Дука д'Аоста (архітектор Вінченцо Фасоло), Palazzo dell’Accademia Fascista, Арсенал (Casa delle Arme), Палаццо дель Литторио, перейменоване пізніше у Міністерство закордонних справ та ін.

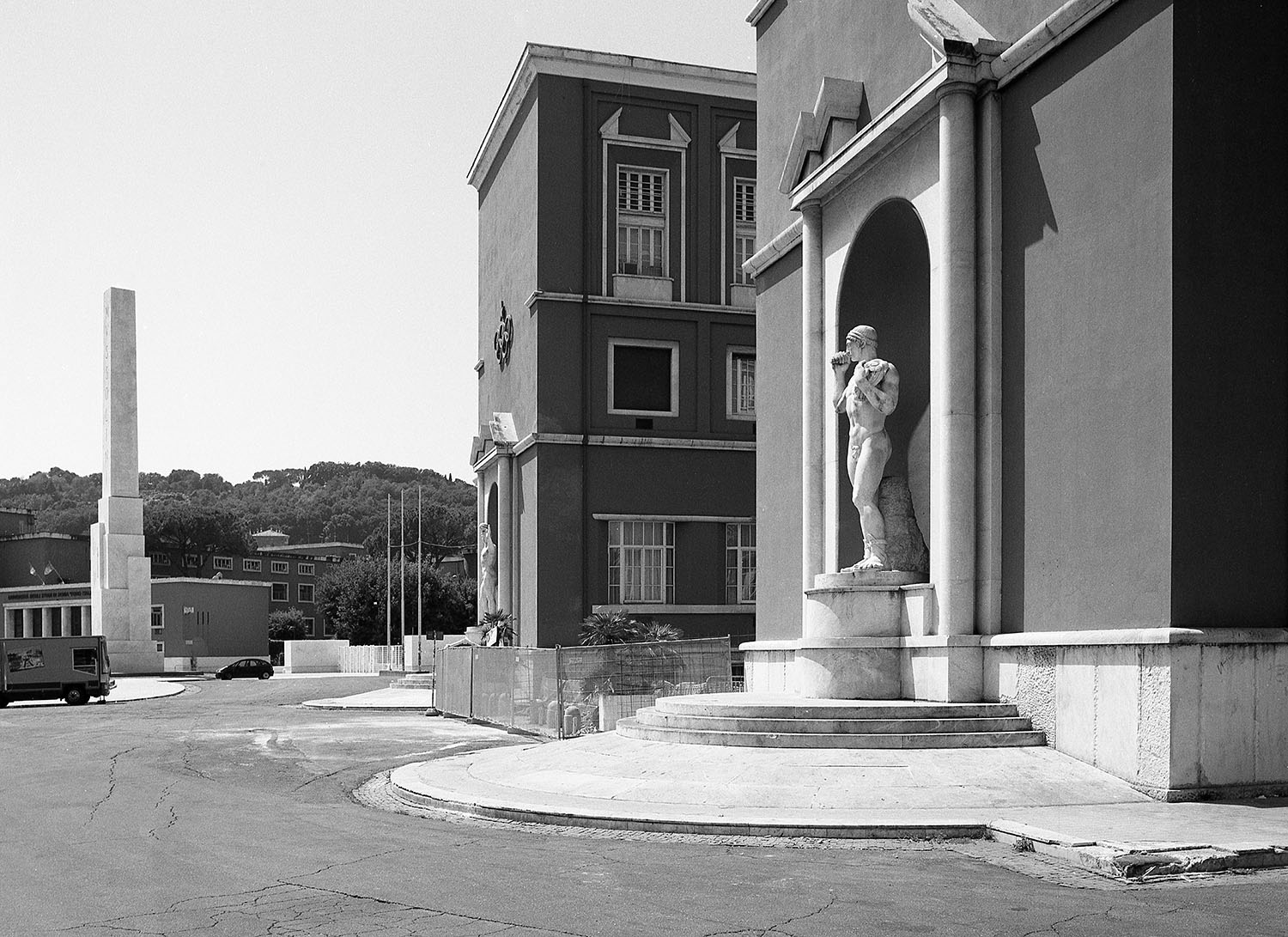
Архівне фото з обеліском
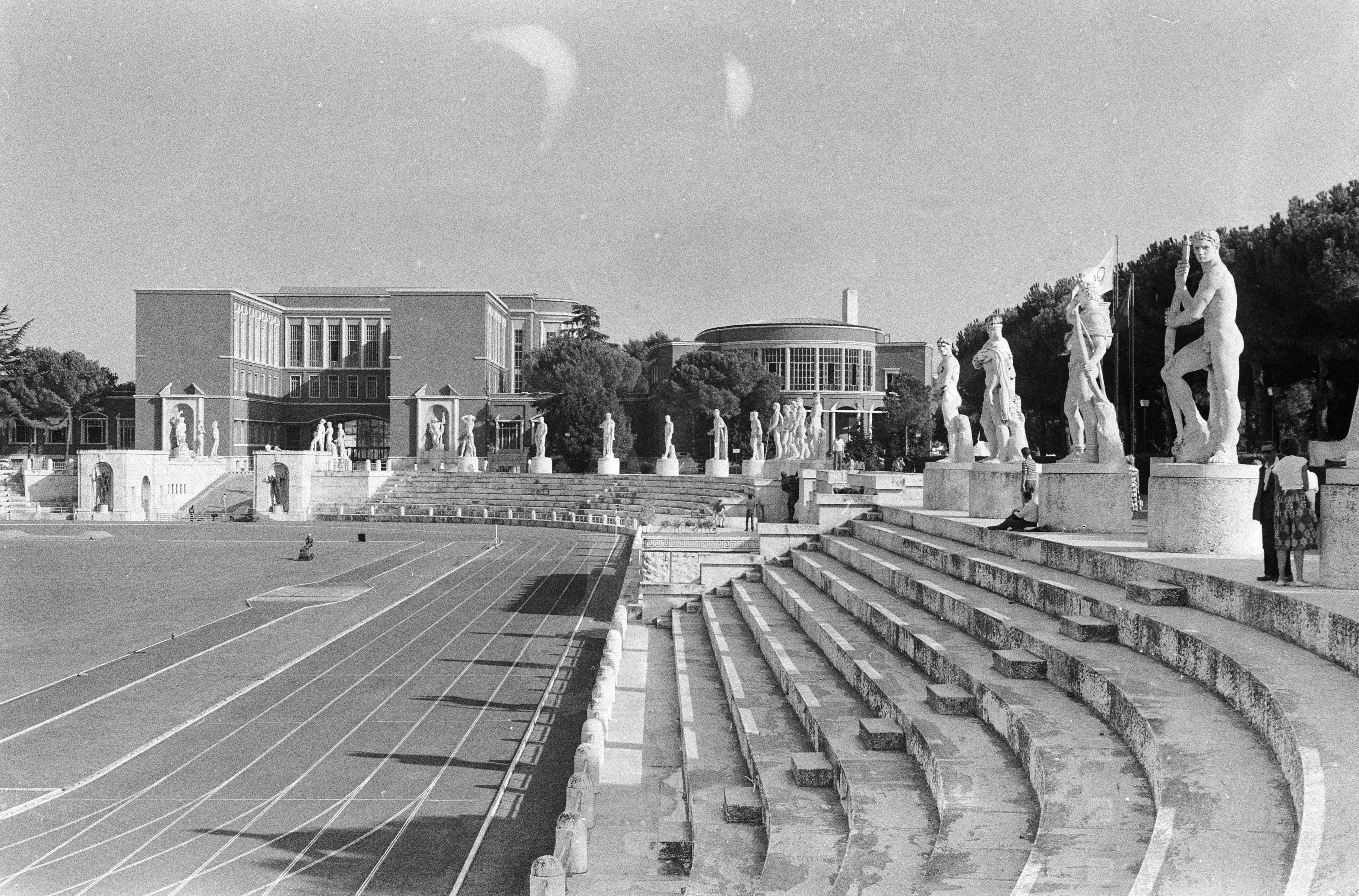
Архівне фото
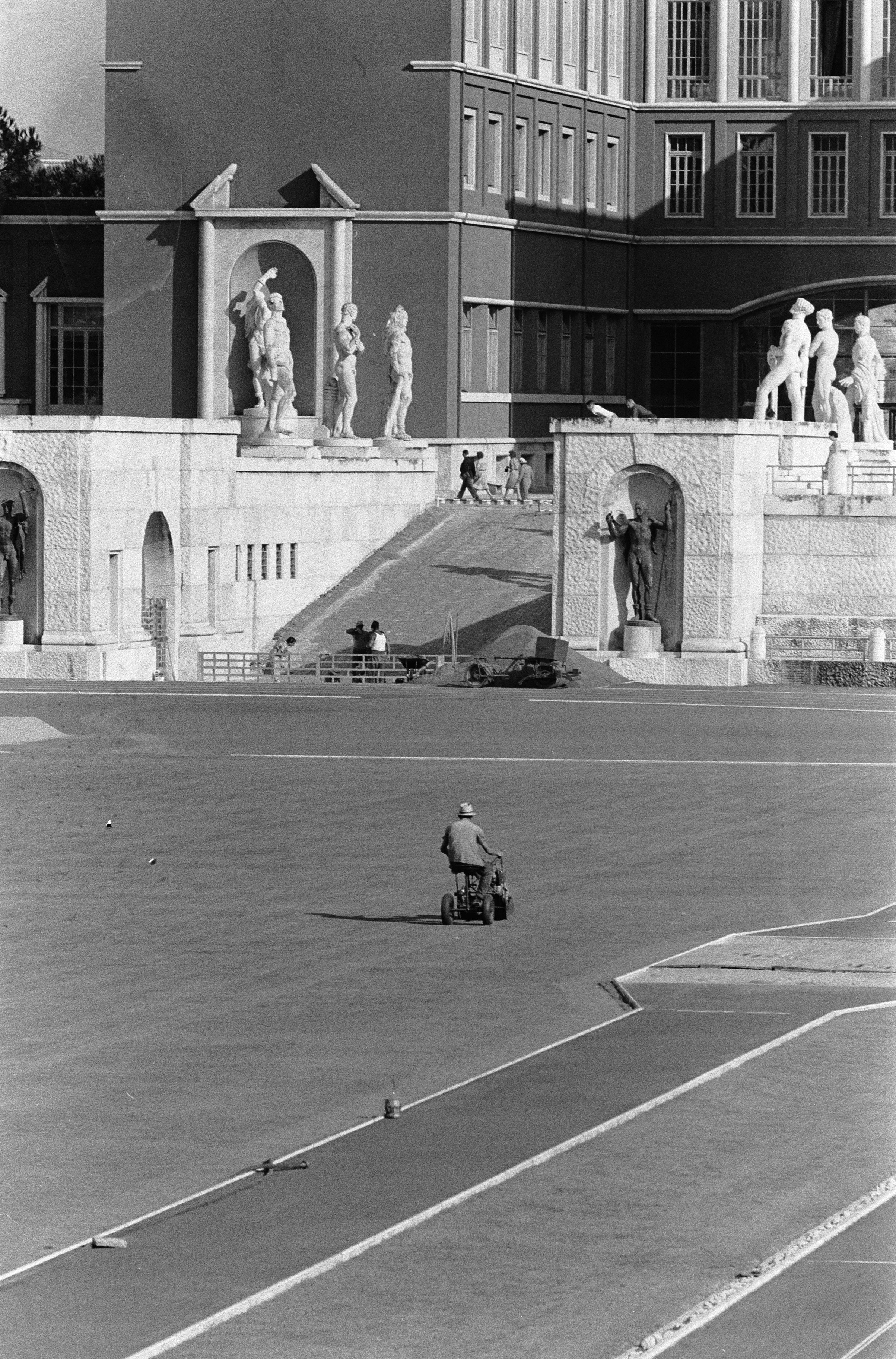
Мармуровий стадіон, архівне фото
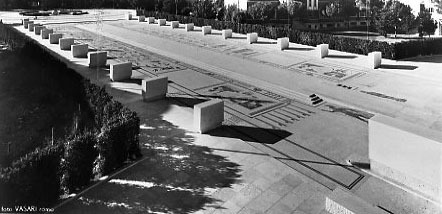
Мозаїки на шляху до спортивного комплексу в Римі

## Спротив офіціозному новеченто в Італії
Незважаючи на урядову підтримку ставлення до офіціозного новеченто не було спокійним. Представники італійського футуризму та групи Strapaese відповіли їм повним несприйняттям. У 1930 р. до протестувальників приєдналися професори та студенти Академії Брера. Там була створена група, до складу котрої увійшли сам директор Брери Альдо Карпі, студенти та Ренато Гуттузо, Еміліо Ведова та ін. Група отримала назву Корренте, що почала видавати журнал з тої ж назвою. 1940 року Італія вступила у Другу світову війну, а частка військових підрозділів братиме участь у захопленні земель Радянського Союзу. Ніякого терплячого ставлення до опозицінерів навіть у мистецтві вже просто не стало, журнал «Корренте» ліквідували. 
Ще 1938 р. Маргеріта Сарфаті (єврейка за походженням) була відокремлена від Муссоліні через дію антисемітських циркулярів. Вона зосередить власні зусилля на виставковій діяльності.

## Повоєнний період
Поразка в Другій світовій війни різко змінила ставлення до художньої течії новеченто. Недовга за історичним періодом підтримка руху новеченто фашиським урядом призвела до дискредитації течії, до повного несприйняття новеченто, хоча в Італії добудували споруди, започатковані ще урядом Муссоліні. Згодом їх перейменують, а університет та стадіон в Римі увійдуть у повсякденне життя столиці. Величний стадіон навіть прийматиме чергову світову олімпіаду. Однак твори новечентістів замовчували і піддали забуттю на десятиліття.

## Мистецтво новеченто відокремили від режиму Муссоліні
Первісна група новеченто виникла не з ініціативи уряду, а була низовою ініціативою. Про ідеологію фашизму в ній первісно не йшлося, тобто не їм, не митцям і відповідати за крайні форми політичного режиму.
Новий період розпочався лише у 1970-і роки, коли мистецтвознавці повернулися до вивчення митецтва новеченто. Адже архітектурні споруди, скульптура, живопис не втратили самодостатності без прив'язки до будь якої політичної ідеології. Їх важко викинути як з історії, так і з художньої практики. Почався процес відокремлення мистецтва новеченто від режиму Муссоліні. 

## Головні представники
- Ансельмо Буччі (1887-1955)
- Акілле Фуні (1890-1972)
- Джакомо Балла (1871-1958)
- Карло Карра (1881-1966)
- Леонардо Дудревіль (1885-1975)

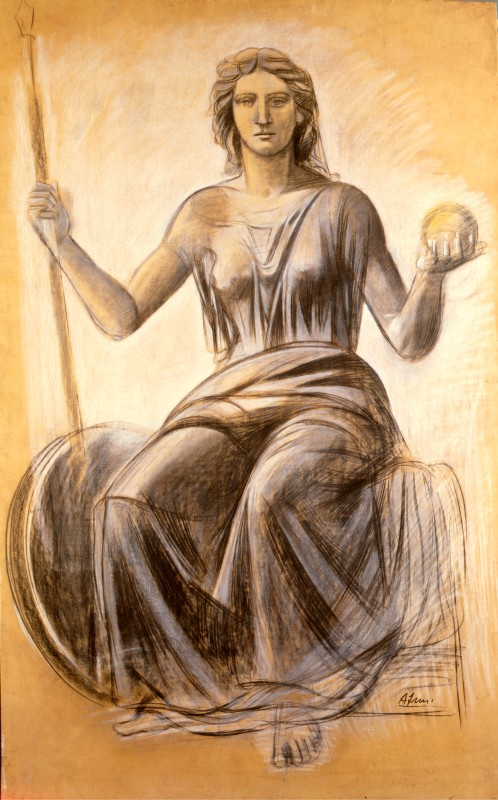
Акілле Фуні. Богиня Рома, ескіз.

- Франческо Мессіна (1900-1995), сульптор
- Джино Северіні (1883-1966)
- Маріо Сіроні (1885-1961)
- Джорджо де Кіріко (1888–1978)
- Помпео Борра (1898-1973)
- Альдо Карпі (1886-1973)
- Маріо Тоцці (1895-1979)
- Феліче Казораті (1883-1963)
- Раффаеле де Града (1885-1957)
- Фортунато Деперо (1892-1960)
- Антоніо Донгі (1897-1963)
- Ренато Гуттузо (1911-1987)
- Віргіліо Гвіді (1891-1984)
- Акілле Лега (1899-1934)
- Артуро Мартіні (1889-1947), сульптор
- Пьєро Маруссіг (1879-1937)
- Джорджо Моранді (1890-1964)
- Убальдо Оппі (1889-1942)
- Джан Еміліо Малерба (1880-1926) т інші.

## Увічнення пам'яті про новеченто в Італії
Усвідомлення про значимість мистецтва пори новеченто прийшло лише у повоєнний період, коли дещо уляглися страсті і трохи утамували біль про убитих та втрати. Вивчати історію новеченто перестало бути неприємним та неприпустимим. Низка творів мистецтва митців новеченто покинула країну і треба було зберігти залишки. В Італії організовано декілька музеїв новеченто. Майстрів та їх твори почали вивчати окремо, адже багато з них набагато пережили і роки існування руху, і режим Муссоліні, і змінили власну стилістику.

## Галерея обраних творів

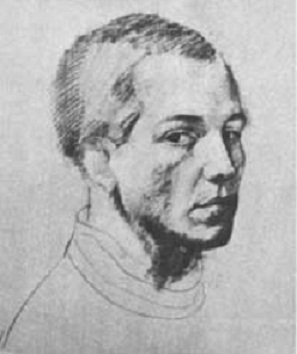
Убальдо Оппі (1889-1942). Автопортрет, малюнок бл. 1920 р.
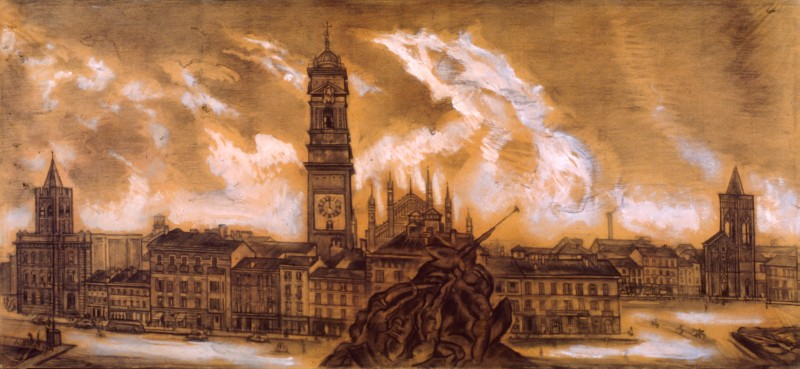
Ансельмо Буччі (1887-1955). «Місто Монца» (з апокаліптичним небом), папір, малюнок художнім вугіллям  1951 р.
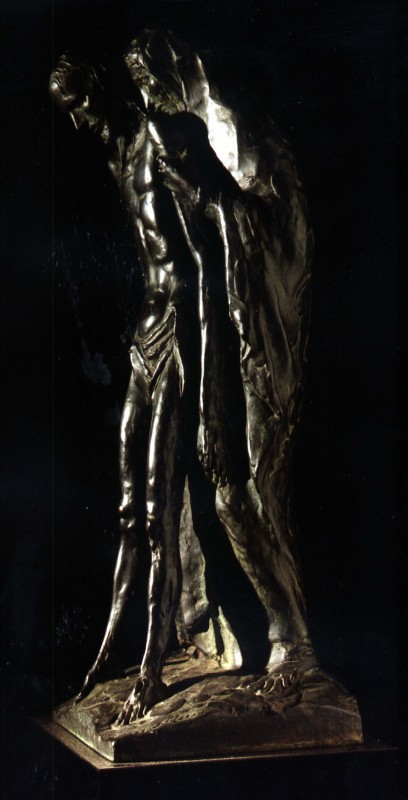
Франческо Мессіна (1900-1995), «Оплакування Христа», бл. 1970 р.. Фонд Каріпло.